# Siboglinum modestum
Siboglinum modestum är en ringmaskart som beskrevs av Bubko 1967. Siboglinum modestum ingår i släktet Siboglinum och familjen skäggmaskar. Inga underarter finns listade i Catalogue of Life.